# Meinhard (Germania)
Meinhard è un comune tedesco di 4 560 abitanti situato nel land dell'Assia.